# Garretts Mill (Maryland)
Garretts Mill es un lugar designado por el censo ubicado en el condado de Washington en el estado estadounidense de Maryland. En el Censo de 2010 tenía una población de 234 habitantes y una densidad poblacional de 158,51 personas por km².

## Geografía
Garretts Mill se encuentra ubicado en las coordenadas 39°21′12″N 77°41′20″O / 39.35333, -77.68889. Según la Oficina del Censo de los Estados Unidos, Garretts Mill tiene una superficie total de 1.48 km², de la cual 1.48 km² corresponden a tierra firme y (0%) 0 km² es agua.

## Demografía
Según el censo de 2010, había 234 personas residiendo en Garretts Mill. La densidad de población era de 158,51 hab./km². De los 234 habitantes, Garretts Mill estaba compuesto por el 92.74% blancos, el 5.56% eran afroamericanos, el 0% eran amerindios, el 0% eran asiáticos, el 0% eran isleños del Pacífico, el 0% eran de otras razas y el 1.71% pertenecían a dos o más razas. Del total de la población el 0% eran hispanos o latinos de cualquier raza.